# Max Liedtke
Max Liedtke (ur. 25 grudnia 1894 w Pasłęku, zm. 13 stycznia 1955 w Workucie) – niemiecki dziennikarz i oficer Wehrmachtu, Sprawiedliwy wśród Narodów Świata.

## Życiorys
Urodził się w rodzinie pastora luterańskiego. Maturę zdał w Gumbinnen (dziś Gusiew, Rosja) i zaczął luterańskie studia teologiczne na Uniwersytecie w Królewcu. Z początkiem I wojny światowej przerwał studia i zgłosił się na ochotnika do armii. Po wojnie pracował jako dziennikarz i został redaktorem naczelnym lokalnej gazety w Greifswald. Został zwolniony w 1935 roku z powodu swojej krytycznej postawy wobec nazizmu. W 1939 został powołany do służby w Wehrmachcie. Stacjonował w Polsce, Belgii i Grecji.
W lipcu 1942 został dowódcą garnizonu w Przemyślu. 26 lipca 1942 oddziały SS i Gestapo przygotowywały pierwszą akcję wywózki Żydów z przemyskiego getta do obozu zagłady w Bełżcu. Ponieważ wielu z nich pracowało dla Wehrmachtu, Liedtke stanowczo sprzeciwił się ich deportacji. Kiedy Gestapo odmówiło, adiutant mjr Liedtkego por. Albert Battel wydał rozkaz zablokowania mostu na Sanie, skąd miały przyjechać oddziały do getta. W momencie ich przyjazdu oddziały Wehrmachtu pod dowództwem Liedtkego zagroziły otwarciem ognia i zmusiły do wycofania. Liedtke osiągnął swój cel, gdyż Gestapo po negocjacjach zgodziło się zostawić większość pracujących dla Wehrmachtu.
Odbiło się to na dalszych losach Liedtkiego. 30 września 1942 został zdymisjonowany z dowództwa garnizonem w Przemyślu i skierowany na front wschodni. Na początku 1945 roku jego jednostka została ewakuowana na Bornholm. Jednak pod koniec wojny został wydany władzom sowieckim jako podejrzany o zbrodnie wojenne. Max Liedtke zmarł w sowieckim łagrze w Workucie.
24 czerwca 1993 roku izraelski instytut Jad Waszem pośmiertnie odznaczył Liedtkego medalem Sprawiedliwy wśród Narodów Świata.